# Lettre de relief de noblesse
Une lettre de relief de noblesse était une lettre du roi qui dans la société d'Ancien Régime relevait son bénéficiaire du fait d'avoir dérogé ou du fait de la dérogeance de ses ancêtres.
Cette lettre avait toutefois une valeur limitée. Elle ne pouvait pas servir de preuves de noblesse. 